# That's Life! (televisieprogramma)
That's Life! was een satirisch consumentenprogramma van de BBC. Het werd van 26 mei 1973 tot 19 juni 1994 uitgezonden op televisiezender BBC1. Het programma genoot grote populariteit; op het hoogtepunt had het programma vijftien tot twintig miljoen kijkers, en ontvingen de makers 10.000 tot 15.000 brieven per week.
Het Nederlandse programma Ook dat nog! is gebaseerd op That's Life!

## Format
That's Life! was een magazine dat observaties over het dagelijks leven, satirische reportages over consumentenproblematiek, en onderzoeksjournalistiek bevatte. Het werd gepresenteerd door Esther Rantzen, met wisselende verslaggevers en panelleden.